# Grafschaft Isenburg-Philippseich
Isenburg-Philippseich war eine Grafschaft im Süden von Hessen. Sie wurde 1711 gegründet als Teil von Isenburg-Offenbach und wurde 1806 an Isenburg angegliedert, nachdem das Heilige Römische Reich durch Napoleon „zerstört“ wurde. Die Grafschaft ist nach der Residenz Schloss Philippseich bei Dreieich benannt. Sie umfasste die Orte Götzenhain, Offenthal, Sprendlingen, Urberach, und Münster.

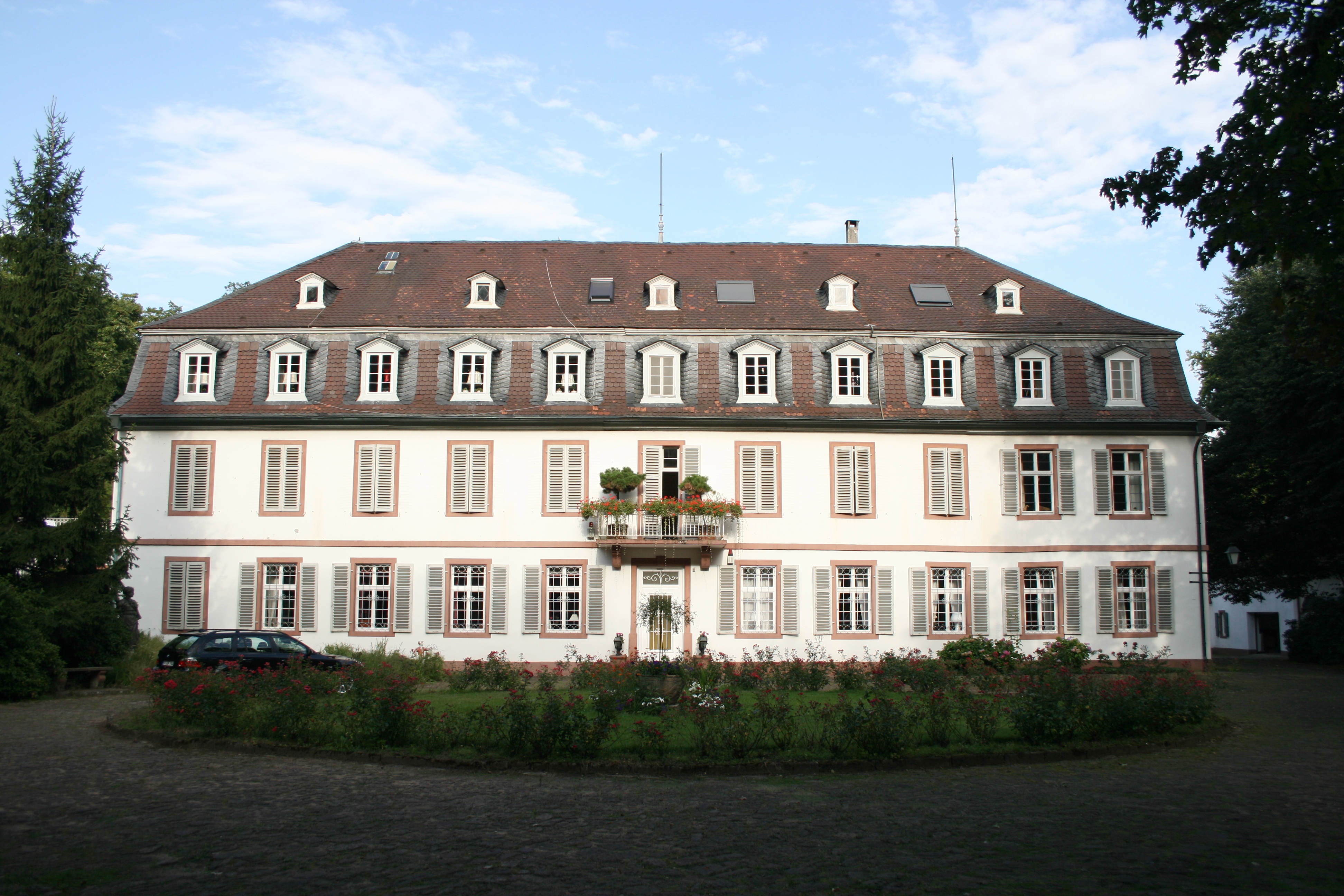
Schloss Philippseich

## Grafen zu Ysenburg-Philippseich und Nachkommen
Am 5. Januar 1920 starb auf Philippseich mit Graf Karl Ferdinand (* 1841) der letzte Graf zu Ysenburg-Philippseich. Beerbt wurde er vom Fürsten von Isenburg zu Birstein.
Karl Ferdinands Cousin, der Graf Ferdinand zu Ysenburg-Philippseich (1832–1893), begründete die Linie der Grafen von Büdingen. Im April 1868 hatte er die nicht standesgemäße aus Weimar stammende Melanie Horrocks (1845–1928), Tochter des aus Großbritannien ausgewanderten John Horrocks, geheiratet. Am 19. Februar 1888 wurde ihr vom Großherzog von Hessen der Titel Gräfin von Büdingen verliehen.
Neben den Grafen von Büdingen, existiert bis heute auch noch die Linie der Grafen von Ysenburg-Philippseich. Sie geht zurück auf den königlich bayerischen Generalleutnant Graf Georg August zu Ysenburg-Philippseich (1741–1822), den jüngsten Sohn des Grafen Wilhelm Moritz II., und dessen morganatische Ehefrau Therese Burkart (1755–1817). Während den Nachkommen dieser Ehe eine Anerkennung als „ebenbürtig“ durch die Isenburgische Familie versagt blieb, wurden sie in Bayern als Grafen anerkannt.

## Grafen von Isenburg-Philippseich (1711–1806)
- Wilhelm Moritz II. (1711–1772), (* 1688; † 1772)
- Christian Karl (1772–1779), (* 1732; † 1779)
- Karl Wilhelm (1779–1781), (* 1767; † 1781)
- Heinrich Ferdinand (1779–1806), (* 1770; † 1838)

## Persönlichkeiten
- Georg August Graf zu Ysenburg und Büdingen in Philippseich (1741–1822), königlich bayerischer Generalleutnant und Reichsgraf
- Georg Kasimir Friedrich Ludwig Graf zu Ysenburg-Büdingen (1794–1875), Generalleutnant im Großherzogtum Hessen und Adjutant des Großherzogs Ludwig II. von Hessen und Mitglied der Kurhessischen Ständeversammlung
- Heinrich Ferdinand Graf zu Ysenburg und Büdingen in Philippseich (1770–1838), Offizier und Abgeordneter
- Heinrich Ferdinand Graf zu Ysenburg-Philippseich (1832–1893), preußischer Generalmajor und Begründer der Linie der Grafen von Büdingen
- Ludwig Graf von Ysenburg-Philippseich (1815–1889), königlich bayerischer Generalleutnant und Kommandant von München
- Luise Barbara Gräfin von Ysenburg-Büdingen-Philippseich (* 31. Januar 1789 in Mannheim; † 8. September 1870 in Augsburg), Hauptbegründerin des Frauenvereins für die Kinderbewahranstalten und für die Kinderheilanstalten in Augsburg; am 6. Dezember 1853 wurde sie zur Ehrenbürgerin Augsburgs ernannt